# Neuropsychopharmacology
Neuropsychopharmacology est une revue scientifique à comité de lecture qui publie des articles spécialisés à l'interface de la pharmacologie, de la psychiatrie et de la neuroscience. Les articles de plus de douze mois de ce journal sont en libre accès. La revue est la publication officielle de l’American College of Neuropsychopharmacology (ACNP).
D'après le Journal Citation Reports, le facteur d'impact de ce journal était de 6,399 en 2015. Actuellement, la direction de publication est assurée par James H Meador-Woodruff.